# Maison des travailleurs de Tampere
La Maison des travailleurs de Tampere (finnois : Tampereen työväentalo) est une  maison des travailleurs située dans le quartier de Kaakinmaa à Tampere en Finlande.

## Présentation
L'immeuble appartient à l'association des travailleurs de Tampere (fi).
L'immeuble situé en bordure du parc Hämeenpuisto est inauguré en novembre 1900 et il sera agrandi à plusieurs reprises.
L'immeuble abrite le musée Lénine, des bureaux d'organisations sociaux-démocrates, des espaces du département de la communication, des médias et du théâtre (fi) de l'université de Tampere, la salle des fêtes Konsu et un restaurant.
Le théâtre des travailleurs de Tampere est construit en 1985 sur le même terrain..

## Architecture
En 1889, l'association des travailleurs de Tampere (fi) achète le terrain au coin du  Hämeenpuisto et de la rue Hallituskatu.
L'ancienne école primaire qui s'y trouve est transformée en maison des travailleurs selon les plans de Georg Schreck et on l'inaugure en septembre 1890. 
À cause du manque d'espace on décide de construire une maison des travailleurs en briques qui est prête en 1900. 
Le bâtiment conçu par Heikki Tiitola a trois niveaux. 
En 1905, Lambert Petterson l'agrandit d'une salle des fêtes qui accueille le théâtre des travailleurs de Tampere.
Deux ans plus tard on décide d’agrandir à nouveau la maison des travailleurs.
Le concours d'architectes est remporté par le projet d'Heikki Kaartinen. 
La construction se termine en 1912, et au coin de Hämeenpuisto et de la rue Hallituskatu apparaît un nouveau bâtiment de cinq niveaux. 
Le bâtiment passe du style néo-renaissance au style jugend actuel.
En 1930, Bertel Strömmer conçoit des transformations : le bâtiment d'angle passe à huit niveaux et rue Hallituskatu est bâtie une aile supplémentaire de cinq niveaux qui abrite le restaurant et la salle de concerts Konsu.
En 2012, les sixième et huitième niveaux du bâtiment d'angle sont transformés en espaces de réunion.
On adopte alors le nom de Puistotorni et les espaces sont ouverts à la location pour des réunions et autres événements publics.